# Émile Daniel (marin)
Pour les articles homonymes, voir Émile Daniel et Daniel.
Émile Daniel (Étel, 4 octobre 1900 - noyé à la barre d'Étel, 3 octobre 1958), est un marin pêcheur.
Il est le patron du canot de sauvetage Vice-Amiral Schwerer II lors du drame d'Étel, survenu le 3 octobre 1958, à la suite d'une expérience hasardeuse menée par Alain Bombard.

## Biographie
Émile Jean Daniel est le fils de Julien Marie Daniel.
Il a un frère aîné, Eugène Daniel (1898-1958) qui trouve la mort à ses côtés, le 3 octobre 1958.
Marin pêcheur, il devient le patron du canot de sauvetage Vice Amiral Schwerer II.

## Le drame d'Étel
| - OpenStreetMap Limite communale. |

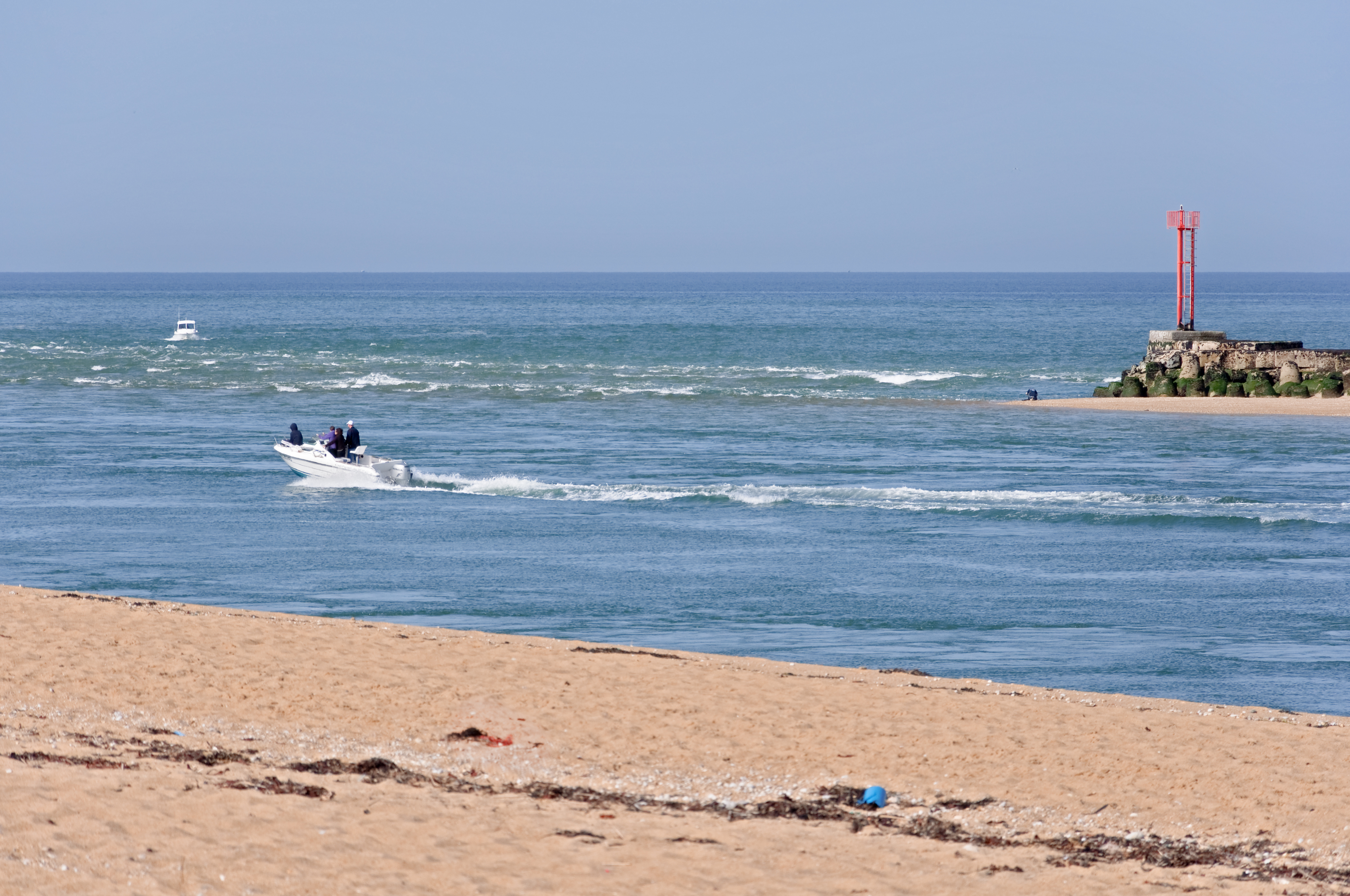
La barre d'Étel.

Afin de tester un nouveau type de canot de sauvetage, Alain Bombard, en compagnie de six volontaires, tente le 3 octobre 1958 de franchir à bord de son canot de survie de sa conception la barre d'Étel, grande lame à l'embouchure de la ria formée par la conjonction de la marée montante, le flot et les eaux qui s'écoulent de la rivière. Le canot se retourne alors, suivi peu après du Vice Amiral Schwerer II, le bateau de sauvetage présent sur zone, prévu pour l'exercice. Le bilan est lourd : neuf morts dont quatre parmi les occupants du canot de survie et cinq parmi les marins sauveteurs de la station d'Étel : Émile Daniel, patron du canot de sauvetage, Gustave Le Mignant (né en 1906), Eugène Daniel (né à Ambon, en 1898, frère aîné d’Émile), Maurice Formal et Louis Lofficial,. 
En 2008, le musée des Thoniers et la ville d’Étel ont organisé une exposition commémorant le cinquantenaire de ce drame,.

## Hommages
- Le nouveau canot de sauvetage de la station SNSM d'Étel, en service entre 1962 et 2003, a été baptisé le Patron Émile Daniel[10]. Le canot a été classé aux monuments historiques[11] en 2016. Une association œuvre à sa conservation au titre de la sauvegarde du patrimoine maritime[12].

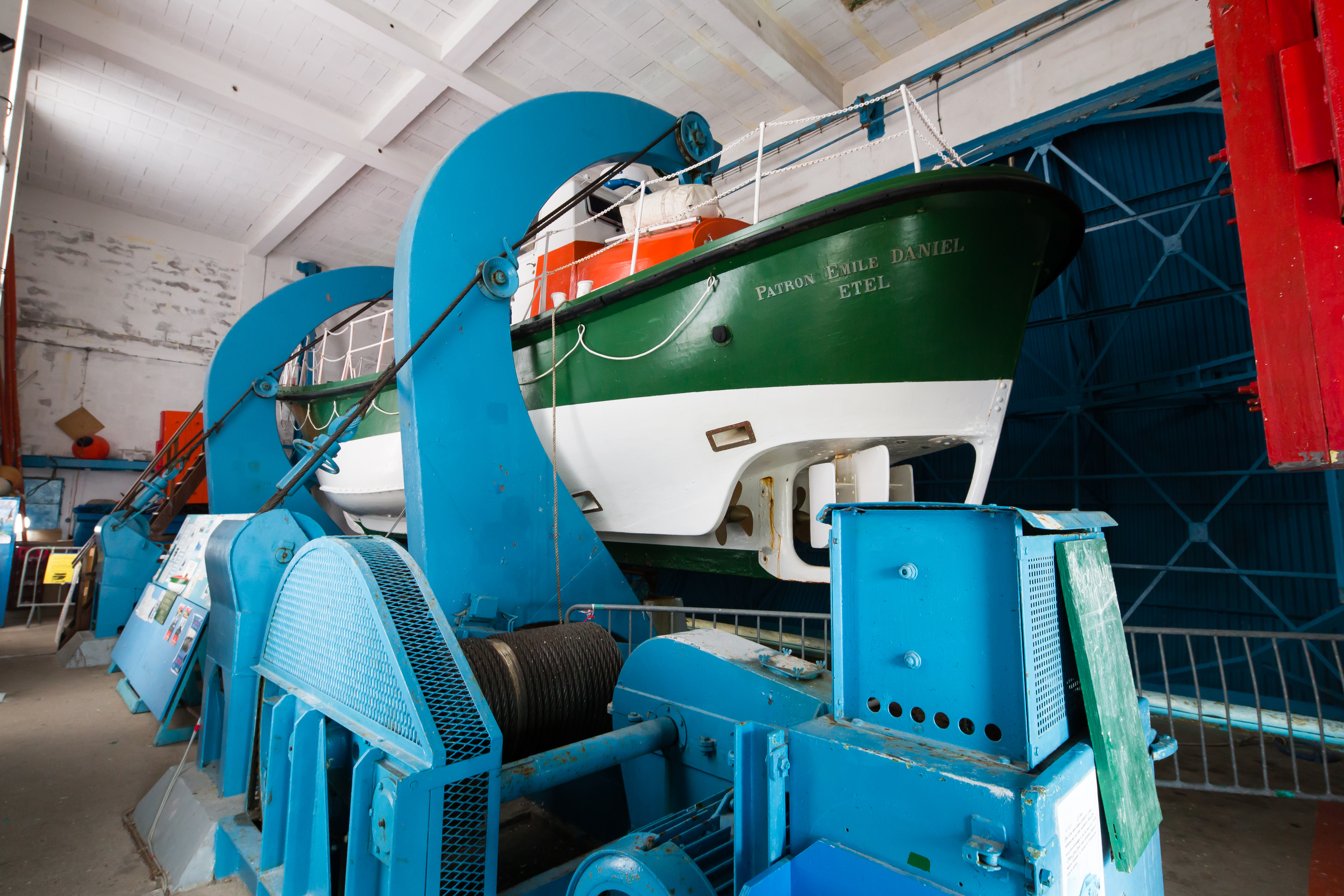
Le canot de sauvetage 'Patron Émile Daniel suspendu aux bossoirs de la station de sauvetage en mer.
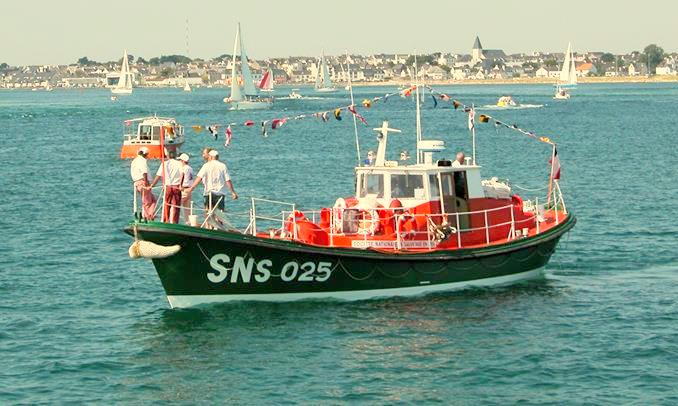
Le Patron Émile Daniel (date inconnue, après 1988).
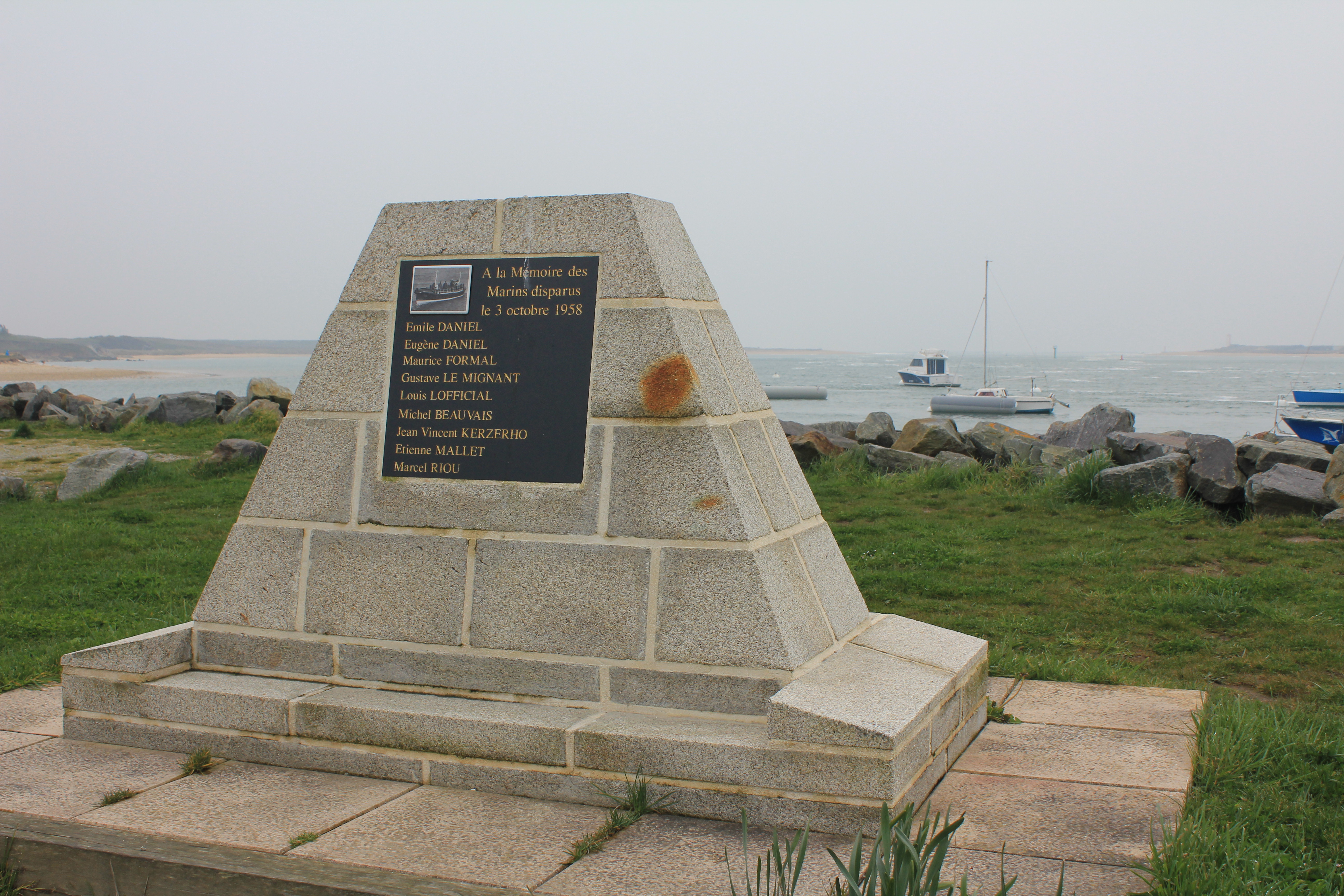
Plaque commémorative du naufrage de 1958.

- Une rue d'Étel rappelle le souvenir du canot Vice-Amiral Schwerer ;
- Une plaque commémorative a été apposée sur le bâtiment des sauveteurs en mer[13] ;
- Une autre plaque a été inaugurée donnant sur la barre d'Étel. Elle cite les neuf victimes du drame : Émile Daniel, Eugène Daniel, Maurice Formal, Gustave Le Mignant, Louis Lofficial, Michel Beauvais, Jean Vincent Kerzerho, Étienne Mallet et Marcel Riou[14].